# Ортау
Ортау (каз. Ортау) — село в Шетском районе Карагандинской области Казахстана. Административный центр Ортауского сельского округа. Находится примерно в 112 км к юго-западу от села Аксу-Аюлы, административного центра района, на высоте 734 метров над уровнем моря. Код КАТО — 356475100.

## Население
В 1999 году численность населения села составляла 342 человек (185 мужчин и 157 женщин). По данным переписи 2009 года, в селе проживало 312 человек (170 мужчин и 142 женщины).

## Известные уроженцы
- Сейфуллин, Сакен — известный казахский писатель, общественный деятель.
- Исламбек Куат — футболист.